# Faramea silvae
Faramea silvae är en måreväxtart som beskrevs av Julian Alfred Steyermark. Faramea silvae ingår i släktet Faramea och familjen måreväxter. Inga underarter finns listade i Catalogue of Life.